# Gerbillus mauritaniae
Gerbillus mauritaniae är en ökenråtta som först beskrevs av Heim de Balsac 1943.  Gerbillus mauritaniae ingår i släktet Gerbillus och familjen råttdjur. Inga underarter finns listade i Catalogue of Life.
Denna gnagare förekommer i Mauretanien. Arten godkänns inte av IUCN. Den infogas där som synonym i Gerbillus nancillus.
Arten når en kroppslängd (huvud och bål) av cirka 5,5 cm och en svanslängd av ungefär 7,5 cm. Bakfötterna är ungefär 1,5 cm långa och viktuppgifter saknas. Ovansidan är täckt av sandfärgad päls och på undersidan förekommer vit päls. Det finns inga hår på fötternas undersida. Håren vid svansens spets är lite längre än håren på andra delar av svansen.
Gerbillus mauritaniae gräver liksom andra släktmedlemmar underjordiska bon.